# Marbres et pierres de Wallonie
 (décembre 2010).
Les marbres et pierres de Wallonie sont des roches particulières liées à un phénomène karstique qui a marqué à la fois la géographie de ce pays mais aussi l'une de ses langues, le wallon. L'écrivain Guy Denis a aussi parlé de la Wallonie comme d'un grand pays carrié.
Les Pierres calcaires reçoivent ces appellations : la pierre bleue dans ses diverses variétés, le petit granit de Belgique, celui du Bocq, le calcaire de Vinalmont, celui de Longpré, la pierre de Tournai ou encore le noir de Tournai.
Pour les marbres on cite : le noir de Golzinne qui fait l'objet d'une exploitation souterraine à Golzinne, le marbre noir de Dinant, ainsi appelé bien que n'ayant pas la forte et pure couleur noire de celui de Golzinne, les marbres rouge, rose et gris, le marbre Grand antique de Meuse, tous ces marbres ayant servi à embellir le Château de Versailles. Enfin il y a les pierres blanches, le calcaire gréseux de Fontenoille ainsi que celui de Gobertange (encore appelé la pierre de Gobertange). Citons enfin, pour les pierres siliceuses, le grès du Condroz, l'arkose, le quartzite, le grès schisteux, le schiste proprement dit, le silex.
Roches à destination de la construction.

## Roches sédimentaires

### Calcaire
Il n'y a pas de roche de type plutonique en province de Liège, par contre le nom de « petit granit » désigne traditionnellement un calcaire : la pierre bleue.
Il existe cependant des faux-marbres, appelés marbres par convention de langage, tels que : 
- Marbre noir de Dinant[3].
- Marbre Grand Antique de Meuse[3].
- Marbre de Rance
- Noir de Golzinne

Ces marbres de Wallonie ne sont pas des marbres au sens géologique du terme car il ne s'agit pas de roches métamorphiques ayant été soumises à haute température à la suite d'un enfouissement à très grande profondeur ou au contact avec une roche ignée intrusive. Le terme "marbre" se réfère ici à une simple roche calcaire prenant un beau poli et utilisée comme pierre ornementale. 

### Grès
Dénomination de référence :
- Grès schisteux : grès schisteux des régions de Bouillon, de Malmédy et de Paliseul, provinces de Luxembourg et de Liège[4].
- Grès jaunes décalcifiés du Famennien ou Pierre d'avoine : grès de la Meuse et ses affluents, Condroz[5].
- Grès famenniens du Condroz : grès de la Meuse et ses affluents, Condroz[6].
- Pierre de Waimes : grès des Ardennes, région de Malmédy, plateau des Tailles, province de Liège[7].
- Quartzite : grès quartzitique des environs de Theux, province de Liège[8].

## Roches métamorphiques

### Marbre
Les marbres de Wallonie ne sont pas des marbres au sens géologique du terme car il ne s'agit pas de roches métamorphiques ayant été soumise à haute température à la suite d'un enfouissement à très grande profondeur ou au contact avec une roche ignée intrusive. Le terme "marbre" se réfère ici à une simple roche calcaire prenant un beau poli et utilisée comme pierre ornementale.

### En province de Liège
Les marbres sont assez nombreux dans la province de Liège, mais bien qu'il y en ait de la plus grande beauté, il y en a peu d'exploités. Ces marbres sont les suivants:
- Marbre rouge, gris et blanc de Baelen ou Bailou, sur la rive droite de la Vesdre, presque vis-à-vis de Limbourg. Ce marbre est assez beau, mais de couleur pâle, contient fort peu de parties argileuses et renferme quelquefois des encrines.
- Marbre rougeâtre, blanc et verdâtre de Limbourg. Ce marbre est situé à la rive gauche de la Vesdre, entre l'ancienne forteresse et le village de Hévremont ; il est disposé en bancs presque horizontaux ; il contient un grand nombre de débris d'encrines et renferme beaucoup de parties argileuses. Il paraît que ce marbre, que l'on désigne quelquefois sous le nom de jaspe, a été très exploité ; on y voit les restes de plusieurs vastes carrières.
- Marbre brunâtre, jaune et rougeâtre que l'on exploite actuellement en Crotte, près de Verviers. Ce marbre prend un très-beau poli. On l'a employé à Verviers, etc.
- Marbre gris-brunâtre, marqué de taches jaunes que l'on exploite au-dessous de Stembert, près de Verviers, entre les nombreuses carrières de calcaire anthraxifère commun. Ce marbre, dont il existe des colonnes et d'autres objets à Verviers, avait été décoré par le marbrier du nom de Marie-Louise.
- Marbre rouge et blanc coquiller de Chaudfontaine. Ce marbre, qui ne paraît être composé que de débris d'encrines, qui y font un très-bel effet, prend un assez beau poli ; mais en raison des nombreuses parties argileuses qu'il contient, il ne peut guère fournir que de petites pièces. Il n'est plus exploité.
- Marbre pointillé de blanc-gris et de rouge-jaunâtre, de Bornai, sur la rive droite de l'Ourthe. Ce calcaire a été jadis exploité ; sa carrière est appelée vulgairement la Jasperie.
- Marbre rouge foncé, veiné de blanc, de Hamoir-Lassus, sur la rive droite de l'Ourthe. Il existe divers objets de ce marbre à Liège.
- Marbre jaune et rouge tigré, entre le chemin de Ferot et d'Izière. Ce marbre, qui n'est pas exploité, est très-fin et prend un beau poli.
- Marbre noir de Theux. Ce marbre que l'on peut considérer comme le plus beau des marbres noirs connus, rappelle tout à fait le marbre noir antique ou de Lucullus (Le nom de Theusèbe que les marbriers selon Valmont de Bomare donnent ordinairement au marbre noir ne viendrait il pas de ce marbre de Theux autrefois si fameux qu'il était recherché jusque dans l'ancienne capitale des beaux arts à Rome où il se fait encore admirer dans plusieurs monuments qui en sont décorés[10]). Il prend un poli extrêmement brillant ; en 1809 ou 1810, à la première exposition publique qui suivit la réorganisation de la société d'émulation de Liège, on en avait placé une plaque polie qui faisait office de miroir. Ce marbre était principalement employé à Paris pour en faire des socles, des vases, des pendules, etc.
- Noir de Golzinne[3].
- Marbres rouge, rose et gris à Sprimont[3].

### Quartzite
Pierre de Spixhe, pierre de Staneux. Région de Theux, province de Liège

## Exploitation
Les portails de la Région wallonne ou d'autres sites officieux ont déjà bien mis en valeur cette richesse régionale

## Promotion et information
Depuis 1990, l'association Pierres et Marbres de Wallonie, qui regroupe une trentaine de carrières de roches ornementales, œuvre à la promotion des matériaux par ses nombreuses actions (publications, présence sur les foires et salons...).